# Eagle Lake (Floryda)
Eagle Lake – miasto w Stanach Zjednoczonych, w stanie Floryda, w hrabstwie Polk.